# Ур'яди
Ур'яди́ (рос. Урьяды, башк. Уръяҙы) — присілок у складі Мішкинського району Башкортостану, Росія. Адміністративний центр Ур'ядинської сільської ради.
Населення — 221 особа (2010; 264 у 2002).
Національний склад:
- татари — 67 %
- башкири — 29 %